# Folke Kristensson
Folke Kristensson, född 25 maj 1914 i Malmö, död 1 december 1993 i Engelbrekts församling i Stockholm, var en svensk företagsekonom. Genom sin disputation vid Handelshögskolan i Stockholm 1946 blev han Sveriges förste ekonomie doktor (ekon.dr).

## Utbildning och tidig karriär
Kristensson studerade vid Handelshögskolan i Stockholm där han blev diplomerad 1934.  
Han var 1935–1936 anställd vid SLT, 1936–1937 stipendiat i USA, 1937–1940 anställd vid Konsum i Stockholm, 1940–1943 vid Statens industrikommission, 1943–1945 vid Industriens utredningsinstitut (IUI) och 1945–1947 vid MAB & MYA.
1946 blev han ekonomie licentiat vid Handelshögskolan i Stockholm. Han disputerade vid Handelshögskolan 1946 på doktorsavhandlingen Studier i svenska textila industriers struktur och blev Sveriges förste ekonomie doktor (ekon.dr). Opponent var professor Gerhard Törnqvist.

## Karriär
Kristensson blev docent i företagsekonomi vid Handelshögskolan i Stockholm 1946. 1949–1980 var han professor vid högskolan och 1947–1955 chef för dess Ekonomiska forskningsinstitutet (EFI). 1949–1960 innehade han Stockholm stads professur i företagsekonomi vid Handelshögskolan i Stockholm.
Han var 1953–1955 ledamot av Varudistributionsutredningen, 1961–1963 ledamot av Malmutredningen, 1958–1962 styrelseledamot i Skogshögskolan och Skogsforskningsinstitutet, samt styrelseledamot i Wasabröd AB.
Han var 1954 och 1961 gästprofessor vid University of California i Berkeley, 1967–1968 gästekonom i USA, Sovjet och Japan, 1970 i England och 1971 i Skottland.
I dokumentärfilmen Rekordåren 1966, 1967, 1968... från 1969 förutspår han Sveriges framtida medlemskap i EU. Förutom böcker har han skrivit artiklar i temaböcker och tidskrifter inom marknads- och strukturfrågor.

## Utmärkelser
- Hedersdoktor vid Handelshögskolan i Helsingfors 1972
- Hedersdoktor vid University of California i Berkeley 1980

## Familj
Folke Kristensson gifte sig 1942 med Britta Björnström (född 1918).

## Böcker av Folke Kristensson
- Studier i svenska textila industriers struktur (1946), doktorsavhandling
- Om företagsbiografier och företagsmonografier (1948), 26 sidor, volym 3 i Wezätas skriftserie, Google
- Postorder - företagsekonomiska studier över en distributionsform (1949)
- Människor, företag och regioner (1967; 2:a upplagan 1972), även utgiven på engelska: People, firms and regions : a structural economic analysis (1967)
- The impact of changing economic and organizational structure on urban core development (size and structure) (1967)